# 八尾市立西山本小学校
八尾市立西山本小学校（やおしりつ にしやまもとしょうがっこう）は、大阪府八尾市にある公立小学校。

## 概要・沿革
- 1975年　山本小学校より分離開校。
- 1977年と2002年に、大阪府学校歯科医会より「大阪府よい歯を守る学校」優良校の表彰を受けている。